# 負けないで、負けないで…
「負けないで、負けないで…」（まけないで、まけないで）は、林原めぐみの32枚目のシングル。2003年9月26日にスターチャイルドから発売された（KICM-1083）。

## 概要
- 前作「KOIBUMI」から1年ぶりのリリースとなったシングル。表題曲の「負けないで、負けないで…」は、自身がパーソナリティーを務めるラジオ番組『林原めぐみのHeartful Station』のエンディングテーマとして2003年から2010年11月まで使用された。作詞・作曲はシングル「虹色のSneaker」以来およそ12年半ぶりに辛島美登里が手掛けている。
- 初回盤のみ、デジパック仕様、サイン入りスペシャルPHOTO応募券、「林くん」オリジナルステッカーが封入された。
- 「頑張って、頑張って…」は、辛島美登里がアルバム『SMILE AND TEARS 〜微笑みの島〜』（2004年）にてセルフカバーしている。
- なお、シングルのリリースは次作「Meet again」まで2年10ヶ月ほど途絶える。また、リアレンジやカヴァーなどの作品が続くため、全曲新曲のシングルは「Plenty of grit」まで待つこととなる。

## 記録
- オリコンチャートの集計上不利になる金曜日の発売であったものの、オリコンでは週間シングルランキングにおいて初登場8位を記録し、自身が持つシングルチャートTOP10入り作品数の記録を更新した。また、同時発売したたかはしごうとのデュエットシングル「CARNIVAL・BABEL・REVIVAL」も週間ランキング初登場9位を記録している。
- アニメソングなど扱うチャート番組『A&Gメディアステーション こむちゃっとカウントダウン』（文化放送）の第54回チャート（2003年10月18日付）では1位を獲得した。

## 収録曲
（全作詞・作曲：辛島美登里）
1. 負けないで、負けないで… [4:43]
編曲：十川知司
  - ラジオ番組『林原めぐみのHeartful Station』エンディングテーマ
2. 頑張って、頑張って… [4:42]
編曲：村山達哉
3. 負けないで、負けないで…（Off Vocal Version） [4:43]
4. 頑張って、頑張って…（Off Vocal Version） [4:41]

## 収録アルバム
| 曲名                    | 収録アルバム      | 発売日        | 規格品番          |
| ----------------------- | ----------------- | ------------- | ----------------- |
| 負けないで、負けないで… | 『Plain』         | 2007年4月21日 | KICS-1303         |
| 負けないで、負けないで… | 『VINTAGE White』 | 2011年6月11日 | KICS-91670〜91671 |
| 負けないで、負けないで… | 『VINTAGE DENIM』 | 2021年3月30日 | KICS-3980〜3982   |
| 頑張って、頑張って…     | 『Plain』         | 2007年4月21日 | KICS-1303         |